# Po śmierci (film 1915)
Po śmierci (oryg. Posle smierti) – rosyjski film z 1915 w reżyserii Jewgienija Bauera. Film był uwspółcześnioną adaptacją opowiadania Iwana Turgieniewa pt. Zza grobu (Klara Milicz) z 1882. Mieścił się na trzech rolkach taśmy i wyświetlany z prędkością 16 klatek na sekundę trwał 46 minut. Główną rolę żeńską w filmie zagrała Wiera Karalli. 

## Film wobec literackiego pierwowzoru
Film różni się od literackiego pierwowzoru, m.in. imieniem głównej bohaterki. Klara Milicz Turgieniewa u Bauera występuje jako Zoja Kadmina. To nawiązanie do aktorki operowej Jewłalii Kadminy, której samobójstwo na scenie zainspirowało Turgieniewa do napisania opowiadania. W filmie inaczej też niż w literackim oryginale przebiega sen, w którym pojawia się Zoja. Gdy w jednym z pism filmowych pojawiły się zarzuty wobec tych zmian Bauer odpowiedział listem, w którym przyznał tym zarzutom słuszność, twierdząc, że film, jako nowe medium, ma najwięcej doświadczenia z utworami słabymi z literackiego punktu widzenia, co przyzwyczaiło twórców do wprowadzania w nich arbitralnych zmian. Dodał, że proza Turgieniewa wymagałaby innego podejścia, ale że film jeszcze nie znalazł odpowiednich środków do adaptacji łagodnej i poetyckiej twórczości tego pisarza.

## Fabuła
Bohater filmu mieszka ze swoją ciotką i opłakuje zmarłą matkę. Na jednym z przyjęć poznaje piękną aktorkę. Ta zakochuje się w nim i aranżuje spotkanie. On jednak odrzuca ją. Zrozpaczona aktorka wypija truciznę i umiera na scenie, podczas przedstawienia. Bohater dowiaduje się o jej śmierci, odwiedza jej rodzinę. Zmarła ukazuje mu się we śnie. Bohater kuszony przez zjawę zakochuje się w niej i popada w coraz większą melancholię. Ostatecznie popełnia samobójstwo.